# Secció Hoquei Unió Maçanetenca
La Secció Hoquei Unió Maçanetenca, abreviadamente y más conocido por el acrónimo SHUM Maçanet o por SHUM Maçanet Frit Ravich por motivos de patrocinio, es un club de hockey sobre patines de la localidad gerundense de Maçanet de la Selva. Las siglas SHUM corresponden a Secció Hoquei Unió Maçanetenca.
Fue fundado en el año 1952 y actualmente milita en la OK Liga Plata.

## Historia
El club jugó por primera vez en la máxima categoría estatal en la temporada 1989-90. Desde esa temporada ha jugado un total de 18 temporadas en la máxima categoría, contabilizándose un total de 8 ascensos. Cabe destacar la consecución de cuatro títulos de Primera División y dos participaciones en la Copa del Rey de 2006 y 2012, en las que fue eliminado en cuartos de final por el FC Barcelona  y el CP Vilanova, respectivamente. 
Alcanzó los octavos de final de la Copa de la CERS (eliminado por el CP Vic) de la temporada 2012-13 gracias al octavo puesto conseguido en la temporada anterior.

## Palmarés
- 2 Copas del Príncipe (2008[4] y 2011[5])